# Bajos de Mena
Bajos de Mena es un sector ubicado en el extremo surponiente de la comuna de Puente Alto en la Región Metropolitana de Santiago.
Se trata de un sector postergado de la metrópoli de Santiago, de mucha pobreza y hacinamiento poblacional. En 2008 poseía cerca de 140 mil habitantes, pero carece de varios servicios como farmacias, sucursales bancarias, entre otros. Está casi exclusivamente constituido por poblaciones construidas bajo el gobierno de Eduardo Frei Ruiz-Tagle en la década de 1990. Estas características motivaron la denominación del «gueto más grande de Chile».
A mediados de la década de 2010, esta situación comenzó gradualmente a mejorar gracias a un plan integral para el sector, que incluyó la creación del Parque Juan Pablo II inaugurado en 2013, la construcción de la 66.ª comisaría de Carabineros inaugurada en 2017, y la demolición y remoción de edificios y escombros de la Villa El Volcán, para la construcción de un centro cívico para el sector. Además, en 2018 se anunció la extensión del Metro de Santiago para el sector, con la construcción de la Línea 9.
Debido a su gran población similar a ciudades como Curicó y Punta Arenas—, su aislamiento geográfico, su falta de servicios y una considerable distancia de 5 km hasta el centro cívico de la comuna que además es la comuna más poblada de Chile, existen propuestas para que el sector logre la independencia comunal, en conjunto con sectores colindantes de La Pintana y San Bernardo.

## Historia

### Origen
En el año 1886 la familia Mena era propietaria de un extenso territorio en la ribera norte del río Maipo. Manuel Mena cedió los terrenos a la Iglesia católica, los cuales fueron transferidos inicialmente al cura Benjamín Varas. Este trámite legal duró hasta 1903, año en que empezó a funcionar este terreno para usos de cementerio. Este proceso legal de transferencia territorial se alargó en el tiempo ya que debía quedar a nombre de un grupo de arzobispados de la época para evitar cualquier conflicto de intereses que pudieran suscitarse. Este cementerio partió identificado con el credo católico, sin embargo, el acceso a otras religiones estaba permitido, sin excepción, y de hecho en la época prácticamente todas las comunas de alrededor sepultaban en él a sus familiares, generando un ritmo de sepultación que variaba entre las 10 y 15 sepulturas diarias.Asimismo, en 1955 fue inaugurado el Cementerio Ortodoxo Ruso de Puente Alto en las proximidades al camposanto católico.

### De 1995 a 2012: El gueto más grande de Chile
El terreno se fue forjando como barrio en la década de 1960, pero el origen de las viviendas sociales y su hacinamiento data de las políticas sociales de la década de 1990, bajo el gobierno del expresidente Eduardo Frei Ruiz-Tagle.
La historia de Bajos de Mena es uno de los episodios más vergonzosos en cuanto a construcción de vivienda social se refiere en Chile. En 1995 el ministro de Vivienda de la época, Edmundo Hermosilla, aumentó los niveles de densificación en Puente Alto a 600 habitantes por hectárea. dos años después, en junio de 1997, luego de fuertes lluvias invernales quedó al descubierto que las casas construidas en las villas El Volcán I, II, y III,y la villa estaciones ferroviarias II  por la empresa Copeva, propiedad del hermano del exministro Edmundo Pérez Yoma, hacían agua, damnificando a cientos de residentes. La solución ofrecida fue recubrir los edificios con largas bandas de plástico. Debido a recursos judiciales que se interpusieron el mismo año del suceso, los vecinos entraron en conocimiento de que los terrenos que se les habían asignado correspondían antiguamente a un vertedero.
El sector, en ese entonces, no contaba con servicios básicos como una Comisaría o sedes de bancos, lo que no paró la llegada de nuevos habitantes al sector, construyéndose 23.000 viviendas en Bajos de Mena. El sector ha sufrido constantemente de los problemas generados por la delincuencia, el narcotráfico y la violencia sexual, teniendo un índice de desarrollo humano entre los más bajos de la Región Metropolitana y el País. Ante estos problemas, el Gobierno Regional propuso la demolición de las viviendas que no cumplieran un cierto estándar, esto no se concretó del todo, dejando sitios eriazos y escombros en el lugar. 
Para el año 2012, según consignó un estudio de Ciper sobre segregación social en la Región, los servicios básicos (farmacias, bancos y Carabineros) se encontrarían alejados del sector de Bajos de Mena, debiendo sus habitantes viajar kilómetros para poder acceder a ellos. Farmacias a casi un kilómetro; bancos, exclusivamente en la Plaza de Puente Alto (5 km); solo dos compañías de bomberos, la primera y tercera de Puente Alto, a 4 y 2,5 kilómetros respectivamente y Carabineros a casi 4 kilómetros de distancia.
El ex-Intendente y actual Gobernador de la Región, Claudio Orrego, señaló en 2014 que Bajos de Mena representaba el mejor ejemplo de lo que «no hay que hacer» en cuanto a políticas públicas de viviendas sociales y urbanismo.

### Desde 2012: Plan de rehabilitación urbana

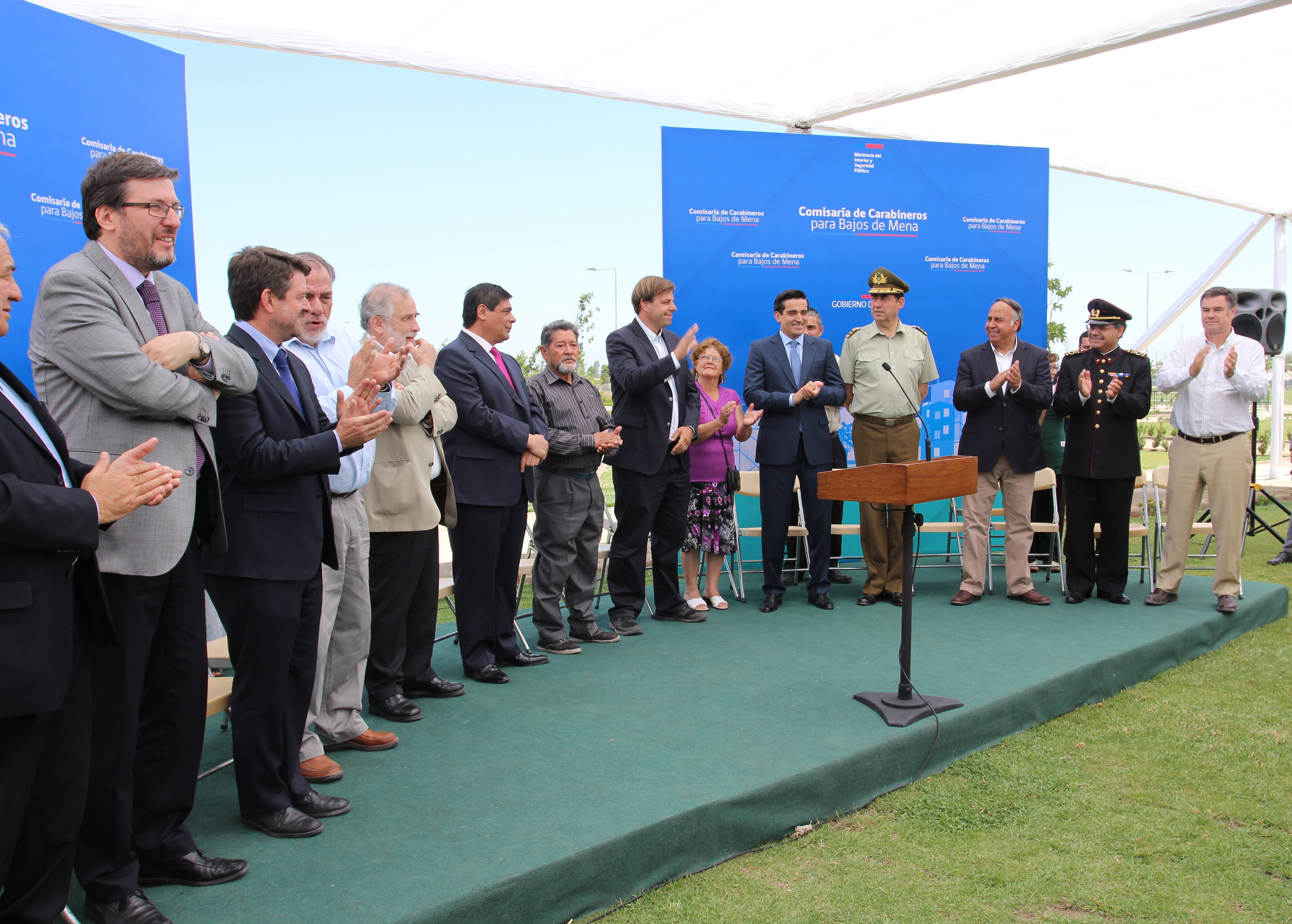
Autoridades anuncian medidas de rehabilitación urbana para el sector en 2014.

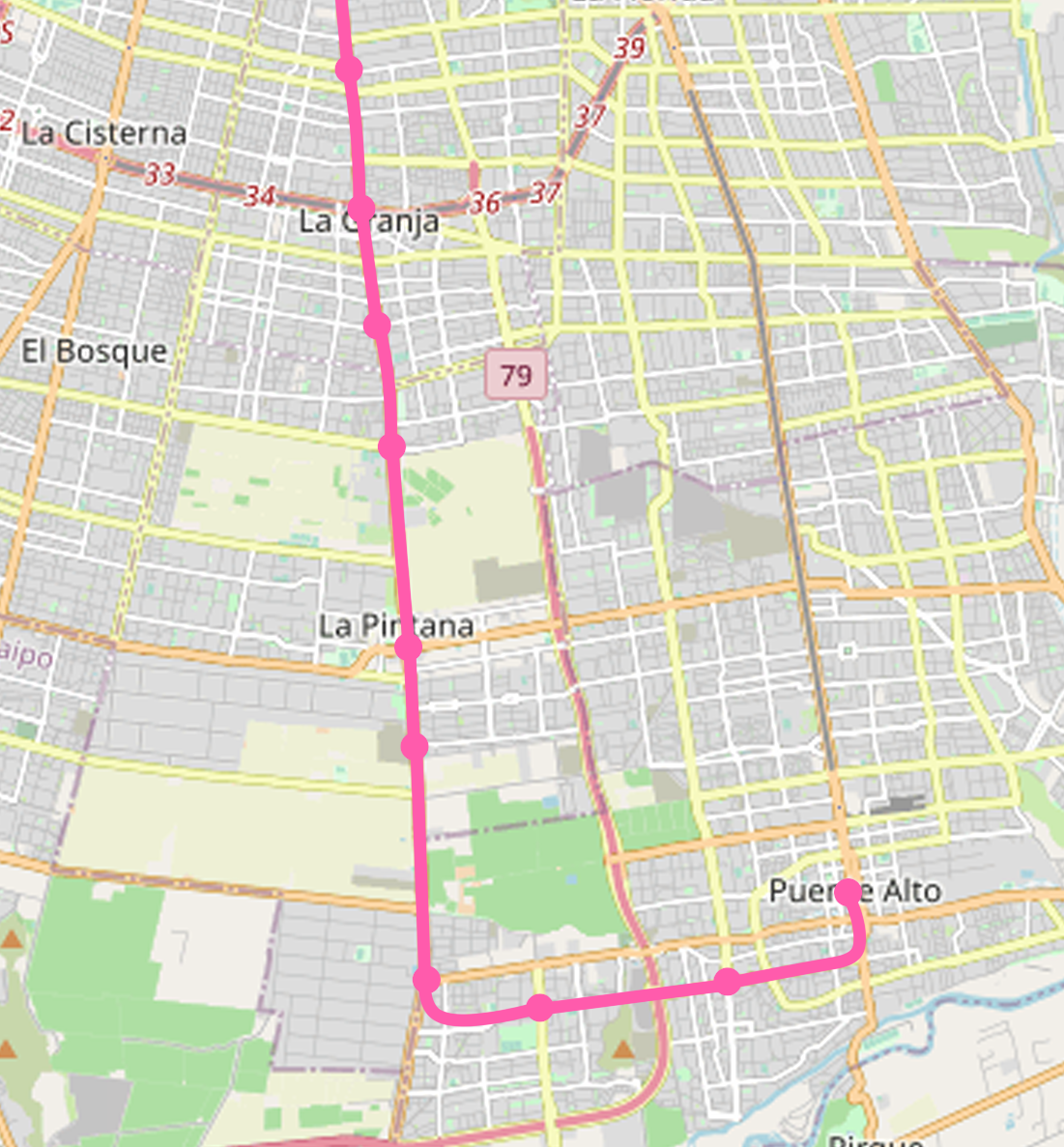
Proyecto de Línea 9 del Metro de Santiago en la zona sur, abarcando Bajos de Mena y La Pintana.

En 2012 se ejecutó el "Plan integral de rehabilitación urbana de Bajos de Mena" que permitió cambios significativos en el sector. En 2013 se inaugura el Parque Juan Pablo II, en lo que era el vertedero ilegal "La Cañamera", además se instaló la 66.ª comisaría de Carabineros de Chile, inaugurada en 2017, finalizó la demolición de edificios, así como la remoción de los escombros abandonados en la Villa El Volcán, se inauguró la Octava Compañía del Cuerpo de Bomberos de Puente Alto, junto con inaugurarse dos nuevos jardines infantiles y salas cunas, dando pie a un centro cívico para el sector. Además de lo mencionado, queda definida la construcción de nuevos barrios con estándares urbanos de calidad, la pavimentación y creación de varias calles con tal de generar mejor conexión entre ellas, construyendo una red vial en el Sector. En noviembre de 2017 se inicia la primera fase de la construcción del Hospital Provincia Cordillera, a sólo 2 km del centro de Bajos de Mena, el cual fue inaugurado el año 2022.
En mayo de 2018 se anunció la extensión de la Línea 4 del Metro de Santiago con 3 estaciones más hacia el poniente de la Plaza de Puente Alto, llegando hasta Avenida Eyzaguirre con Avenida Juanita. La fecha de inauguración se estimó para el año 2028. En agosto de 2023 el presidente Gabriel Boric anunció la modificación del proyecto el cual ahora será a través de la Línea 9 del Metro de Santiago, desde la Plaza de Puente Alto hacia Bajos de Mena y luego subiendo por Avenida Santa Rosa hasta la estación Cal y Canto. De esta forma la Línea 4 alivia la sobrecarga y además el estándar tecnológico de la nueva línea sería mucho mejor. Se abriría al público en el año 2033.

## Sitios de interés

### Parque Juan Pablo II
Inaugurado a fines de abril de 2014, es un parque que cuenta con más de 13 hectáreas de terreno, que se ubica en un sector anteriormente conocido como La Cañamera, que había funcionado como un vertedero ilegal. El parque cuenta con una estatua de Juan Pablo II de 13 metros de alto, que fue donada por la Universidad San Sebastián. Originalmente fue pensada para ser instalada en el Barrio Bellavista, pero luego de una polémica fue rechazada por el Consejo de Monumentos Nacionales de Chile debido a que su tamaño rompía con los cánones urbanísticos y la armonía del lugar. La estatua fue inaugurada por el Cardenal Ricardo Ezzati, el 27 de abril de 2014, día de la canonización Juan Pablo II, con una misa en el parque que contó con la participación de cinco mil fieles.